# Poecilosclerida
Poecilosclerida é uma ordem de esponjas da classe Demospongiae.

## Classificação
- Subordem Latrunculina Kelly e Samaai, 2002
  - Família Latrunculiidae Topsent, 1922
- Subordem Microcionina Hajdu, van Soest e Hooper, 1994
  - Família Acarnidae Dendy, 1922
  - Família Microcionidae Carter, 1875
  - Família Raspailiidae Nardo, 1833
  - Família Rhabderemiidae Topsent, 1928
- Subordem Mycalina Hajdu, Van Soest e Hooper, 1994
  - Família Cladorhizidae Dendy, 1922
  - Família Desmacellidae Ridley e Dendy, 1886
  - Família Esperiopsidae Hentschel, 1923
  - Família Guitarridae Dendy, 1924
  - Família Hamacanthidae Gray, 1872
  - Família Isodictyidae Dendy, 1924
  - Família Merliidae Kirkpatrick, 1908
  - Família Mycalidae Lundbeck, 1905
  - Família Podospongiidae de Laubenfels, 1936
- Subordem Myxillina Hajdu, Van Soest e Hooper, 1994
  - Família Chondropsidae Carter, 1886
  - Família Coelosphaeridae Dendy, 1922
  - Família Crambeidae Lévi, 1963
  - Família Crellidae Dendy, 1922
  - Família Dendoricellidae Hentschel, 1923
  - Família Desmacididae Schmidt, 1870
  - Família Hymedesmiidae Topsent, 1928
  - Família Iotrochotidae Dendy, 1922
  - Família Myxillidae Dendy, 1922
  - Família Phellodermidae Van Soest e Hajdu, 2002
  - Família Tedaniidae Ridley e Dendy, 1886